# Торжественная лига и Ковенант
Торжественная лига и Ковенант (англ. Solemn League and Covenant) — религиозно-политический договор, заключенный между Шотландией и английским парламентом в период Английской революции XVII века, оформивший союз двух британских государств и заложивший основу для объединения церквей Англии и Шотландии на базе пресвитерианства.

## Предпосылки
Предпосылки для сближения англиканской и пресвитерианской церквей возникли в ходе развития Английской революции и ковенантского движения в Шотландии. В «Долгом парламенте» Англии большинство перешло к пуританам, чьи религиозные воззрения были близки пресвитерианству. Начавшаяся в 1642 г. гражданская война между сторонниками короля и парламента и первые победы роялистов, помощь которым оказали ирландские католики, заставила английский парламент обратиться за поддержкой к Шотландии. Первоначально, благодаря влиянию маркиза Гамильтона, шотландское правительство заняло позицию невмешательства в гражданскую войну в Англии и проявляло лояльность королю Карлу I. Однако значительная часть шотландского общества, прежде всего духовенство и радикально настроенная часть дворянства и горожан, симпатизировала борьбе английского парламента против королевского абсолютизма. Кроме того, в отличие от национального, по преимуществу, характера англиканства, пресвитерианское вероисповедание имело ярко выраженную универсалистскую окраску. Одним из центральных догматов шотландского пресвитерианства, заложенных в «Национальном ковенанте» 1638 г., являлся тезис о мессианстве шотландского народа, призванного нести «истинную веру» миру. Поэтому обещания комиссаров английского парламента об осуществлении в Англии пресвитерианских реформ были с восторгом восприняты в Шотландии.
Подробнее об истории идеи Ковенанта см. Национальный ковенант.

## Утверждение
17 августа 1643 г. Александр Хендерсон, один из авторов Национального ковенанта 1638 г. и признанный лидер пресвитерианской церкви, представил на рассмотрение генеральной ассамблеи Шотландии и представителей английского парламента разработанный им проект англо-шотландского договора, получивший название «Торжественная лига и Ковенант». 25 сентября договор был утвержден английским парламентом, а вскоре был согласован и порядок участия Шотландии в военных действиях против короля. Шотландия должна была предоставить в распоряжение парламента Англии армию, численностью в 18 тысяч человек пехоты и 2 тысяч человек кавалерии. Для координации военных операций в начале 1644 г. был создан Комитет обоих королевств, в который вошли представители английского и шотландского парламентов. «Торжественная лига и Ковенант» была объявлена обязательной к подписанию гражданами Англии и Шотландии и с небольшими модификациями утверждена Вестминстерской ассамблеей богословов 1643 г., разработавшей основополагающие документы пресвитерианской религии.

## Содержание
«Торжественная лига и Ковенант» 1643 г. имела двойную направленность. С одной стороны, это был договор о военно-политическом союзе Шотландии и английского парламента, а с другой - религиозный манифест, направленный на утверждение пресвитерианства в обоих британских государствах. В документе устанавливались гарантии сохранения пресвитерианской религии в Шотландии и предусматривалось, что Англия и Ирландия должны реформировать свои церковные догматы, обряды и систему церковного управления «в соответствии со Словом Божьим и по образцу лучшей из реформатских церквей». В дальнейшем церковные организации Шотландии, Англии и Ирландии должны были объединиться, при этом все остатки «папизма и прелатства» подлежали беспощадному искоренению. Кроме того, «Торжественная лига и Ковенант» предусматривала сохранение прав и привилегий парламентов и свобод всех британских королевств. В политической сфере между Англией и Шотландией устанавливались союзнические отношения с обязательством совместных действий в защиту «истинной религии» против роялистов и короля.

## Значение
Военно-политическая составляющая «Торжественной лиги» имела большое значение для Англии. Вступление Шотландии в английскую гражданскую войну в 1643 г. во многом способствовало перелому в ходе военных действий и конечной победе парламента над роялистами. Шотландские войска под предводительством графа Ливена внесли решающий вклад в разгром роялистов в битве при Марстон-Муре, взятие Йорка и Ньюкасла.
Религиозная сторона договора играла для Англии гораздо меньшую роль. Несмотря на определённые мероприятия по сближению англиканского и пресвитерианского богослужения и церковных догматов (работа Вестминстерской ассамблеи, упразднение епископального устройства), в целом англичане отрицательно относились к идее пресвитерианских реформ. Для Англии, с её традициями парламентаризма и секуляризма, принципы пресвитерианской системы, предполагающие ведущую роль в обществе пресвитерианских священнослужителей и богословов, оказалась неприемлемой. Возможности для затягивания Англией согласованных церковных реформ по шотландскому образцу были заложены в самом тексте «Торжественной лиги и Ковенанта»: по настоянию Генри Вена вместо прямой ссылки на пресвитерианскую церковь Шотландии в договоре была включена расплывчатая формулировка о том, что реформирование английской церкви должно идти по образцу «лучшей из реформатских церквей». В результате после прихода в 1646 г. к власти в Англии «индепендентов» во главе с Оливером Кромвелем процесс пресвитерианских преобразований был заморожен. Реставрация Стюартов в 1660 г. окончательно похоронила идею англо-шотландской церковной унии на основе пресвитерианства.
Для Шотландии «Торжественная лига и Ковенант» имела гораздо большее значение. Заключение военного союза с английским парламентом привело к окончательному расколу ковенантского движения и гражданской войне 1644—1646 гг, победу в которой одержали сторонники «Торжественной лиги». Более того, надежда на англо-шотландское объединение на основе пресвитерианской веры надолго стала главной движущей силой национального движения в Шотландии. Деятельность «Вестминстерской ассамблеи», созванной в развитие идей «Торжественной лиги и Ковенанта», обеспечила разработку основополагающих документов пресвитерианской религии: «Вестминстерского исповедания», «Большого» и «Малого катехизисов», «Руководства для богослужения» и «Формы церковного управления», которые позднее были утверждены шотландской генеральной ассамблеей и парламентом страны.

## Дальнейшая судьба
После поражения роялистов в гражданской войне в Англии, король Карл I был вынужден в конце 1647 года подписать «Ингейджмент» с шотландскими ковенантерами, в соответствии с которым шотландцы обязались оказать королю военную помощь в борьбе с «индепендентами», а король гарантировал принятие в Англии пресвитерианства на три года. Поражение шотландской армии в битве при Престоне в 1648 году и казнь короля по приказу Кромвеля в 1649 году помешали реализации этого замысла. В 1650 году сын и наследник казненного короля Карл II заключил с шотландским правительством Бредский договор, которым утвердил «Торжественную лигу и Ковенант» взамен на его признание королём Шотландии. Разгром армии Карла II в битве при Вустере и оккупация Шотландии войсками Оливера Кромвеля в 1651 году означали поражение сторонников «Торжественной лиги». После Реставрации Стюартов в 1660 году английский парламент принял акт о недействительности «Торжественной лиги и Ковенанта» и запретил её приверженцам занимать государственные должности в Англии.

## Внешние ссылки
Текст «Торжественной лиги и Ковенанта» (английский язык)